# Günther Haase
Günther Haase (ur. 11 czerwca 1925 w Hamburgu) – niemiecki skoczek do wody. Brązowy medalista olimpijski z Helsinek.
Zawody w 1952 były jego jedynymi igrzyskami olimpijskimi. Sięgnął po medal w skokach z wieży dziesięciometrowej. W tej samej konkurencji w 1950 został mistrzem Europy.